# NGC 1979
NGC 1979 est une galaxie lenticulaire située dans la constellation du Lièvre. NGC 1979 a été découverte par l'astronome germano-britannique William Herschel en 1784.

## Caractéristiques
Sa vitesse par rapport au fond diffus cosmologique est de 1 749 ± 18 km/s, ce qui correspond à une distance de Hubble de 25,8 ± 1,8 Mpc (∼84,1 millions d'al).
À ce jour, DEUX mesures non basées sur le décalage vers le rouge (redshift) donnent une distance de 31,000 ± 0,000 Mpc (∼101 millions d'al), ce qui est à l'extérieur mais compatible avec les valeurs de la distance de Hubble. Notons cependant que c'est avec la valeur moyenne des mesures indépendantes, lorsqu'elles existent, que la base de données NASA/IPAC calcule le diamètre d'une galaxie et qu'en conséquence le diamètre de NGC 1979 pourrait être d'environ 29,3 kpc (∼95 600 al) si on utilisait la distance de Hubble pour le calculer.